# Patrick Corillon

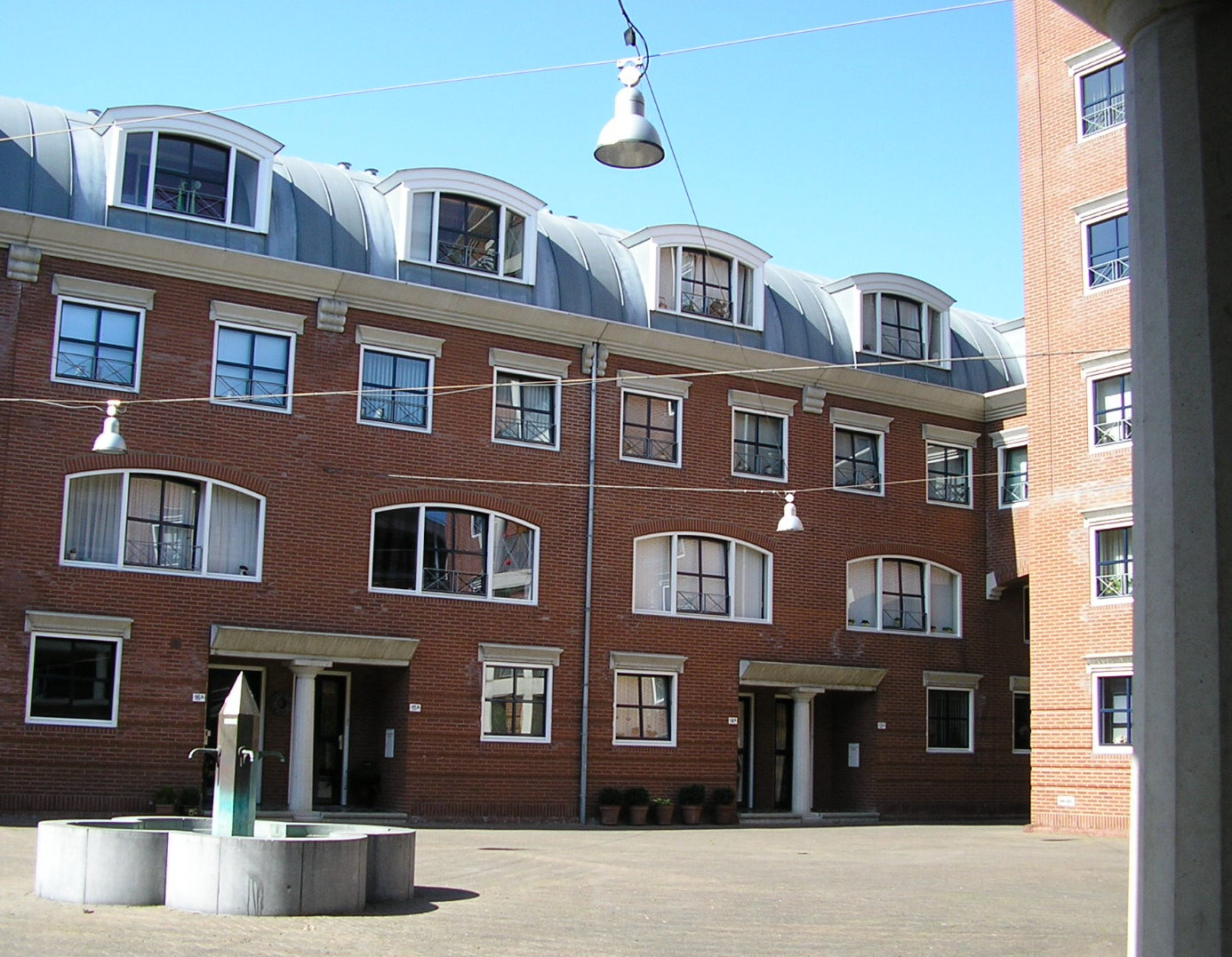
Charles Voscour in Maastricht, Patrick Corillon und Charles Vandenhove

Patrick Corillon (* 1959 in Knokke) ist ein belgischer Plastiker und Mixed-Media-Künstler. Er wohnt und arbeitet in Paris und Lüttich.
Patrick Corillon studierte kurz an der Académie Royale des Beaux-Arts in Lüttich, zog es aber vor zu reisen. Er hat zahlreiche Figuren erfunden, fertigt Objekte und Installationen und auch Kunst im öffentlichen Raum. Seit 2007 betätigt sich Corillon zusätzlich mit Musikdarbietungen und Performances auch im Bereich der ephemeren Kunst.

„Im Centre Wallon d’art contemporain La Châtaignerie konzipiert er 1986 die Ausstellung „Was bleibt von einem Künstler, dessen Werke zerstört, gestohlen oder gekauft worden wären?“, in der er Objekte anderer ausstellt. Er präsentiert also, was aus den Kellern oder Dachböden und Ateliers der eingeladenen Künstler wie Jacques Lizène oder Jacques Louis Nyst stammt: von den ersten Zeichnungen bis zur abgenutzten Arbeitskleidung mit Flecken, aber auch Skizzen, Rohfassungen und Entwürfe nicht vollendeter Projekte. Patrick Corillon geht allen unfreiwilligen und parasitären Spuren nach, die, im mentalen und poetischen Sinn, „Bilder“ entstehen lassen. Im folgenden entwickelt er eine Serie von Gedenkplatten, die mit den Worten „vielleicht ist es hier dass...“ beginnen. Dieses Projekt erinnert in einer Art Spaziergang an die Beziehung zwischen einer erfundenen Geschichte und ihrem Ort. Auf diese Weise Patrick spricht Corillon Erinnerungen und Phantasie direkt an. Er betont ausserdem die Position, die die Fiktion in seinem Werk einnimmt. Er erschafft Figuren, die sich im Laufe seiner Ausstellungen entwickeln und widmet sich der fragilen Beziehung, die die Fiktion mit der Realität unterhält.
1988 entwickelt er die Figur des Oskar Serti, geboren 1881, gestorben 1959, im Geburtsjahr des Künstlers. Jede Ausstellung wird zur Gelegenheit, einzelne Augenblicke aus dem Leben dieses ungarischen Schriftstellers und der Personen, die ihm verbunden waren, aufzuzeigen. Die gleiche Geschichte wird oft unter verschiedenen Perspektiven erzählt, auf die der Ausstellungsbesucher durch diskrete Hinweise aufmerksam  gemacht wird. Patrick Corillon schlüpft in die Rolle des imaginären Biographen, Reporters oder sorgfältigen Archivisten und berichtet von unbedeutenden oder zufälligen Ereignissen aus dem Leben dieser Figuren mit einer Serie offizieller Platten, Karten, Installationen, Kataloge und manchmal sogar Gedenkobjekten. So präsentiert er zum Beispiel den Briefwechsel Oskar Sertis mit seinen Freunden, oder seine während Telefongesprächen mit seiner früheren Lebensgefährtin Catherine de Sélys gekritzelten Zeichnungen.“

Corillon stellte unter anderem 1992 auf der documenta IX in Kassel aus, 1994 auf der Biennale von São Paulo, 1995 auf der Biennale d’art contemporain de Lyon, 2002 auf der Biennale of Sydney und 2008 auf der Biennale von Brüssel.

## Auszeichnungen
- 1988 Prijs Jonge Belgische Schilderkunst (Palais des Beaux-Arts de Bruxelles)
- 2012 Prijs Pilar Juncosa en Sotheby’s